# Skway Indian Reserve 5
Skway Indian Reserve 5 är ett reservat i Kanada.   Det ligger i provinsen British Columbia, i den södra delen av landet, 3 500 km väster om huvudstaden Ottawa. Skway Indian Reserve 5 ligger vid sjön Coco-oppelo Slough.
I omgivningarna runt Skway Indian Reserve 5 växer i huvudsak barrskog. Runt Skway Indian Reserve 5 är det ganska tätbefolkat, med 248 invånare per kvadratkilometer.